# Apomempsis
Apomempsis – rodzaj chrząszczy z rodziny kózkowatych i podrodziny zgrzypikowych.

## Zasięg występowania
Przedstawiciele tego rodzaju występują w Afryce Środkowej.

## Systematyka
Do Apomempsis należą 3 gatunki:
- Apomempsis bufo
- Apomempsis densepunctata
- Apomempsis similis